# پیرمرد و دریا (فیلم ۱۹۹۹)
«پیرمرد و دریا» (Старик и море) یک فیلم است که در سال ۱۹۹۹ منتشر شد.